# Мілд'юра (аеропорт)
Мілд'юра – аеропорт у місті Мільд'юра, що у штаті Вікторія, Австралія. Є найбільш завантаженим регіональним аеропортом Вікторії , і був двічі названий аеропортом року в країні. 

## Авіакомпанії
- QantasLink
- Regional Express Airlines
- Sharp Airlines
- Virgin Australia
- Cobden Air
- Mildura Aero Club.